# Lucas Neill
Lucas Edward Neill (Sydney, 9 marzo 1978) è un ex calciatore australiano di origini nordirlandesi, di ruolo difensore.
Suo padre è originario dell'Irlanda del Nord e si è trasferito in Australia nel 1969.

## Carriera

### Club
Neill ha cominciato a giocare da professionista nel 1995, nel Millwall. Nel settembre 2001, dopo 152 match, è andato al Blackburn Rovers: lì è rimasto per cinque stagioni, occupando la zona destra della difesa quasi sempre da titolare. Nel Blackburn militerà per sei stagioni autore di alte performance ma anche di episodi brutti come il fallaccio nella partita Liverpool 3-1 Blackburn dove spaccò la gamba a Jamie Carragher. Nell'agosto 2006 il Liverpool ha offerto 2 milioni di sterline. Il 20 gennaio 2007 ha firmato un contratto con il West Ham United: al suo posto il Blackburn ha preso Stephen Warnock dal Liverpool.
Nel 2009, essendo scaduto il suo contratto con il West Ham, si è trovato svincolato; il 18 settembre è passato all'Everton con un contratto di un anno. Fa la sua prima apparizione con la squadra di Liverpool il 23 settembre in occasione della partita di Carling Cup contro l'Hull City, sostituendo Leighton Baines. Dopo solo tre mesi, si è trasferito al club turco del Galatasaray, che dopo una sola stagione, non gli rinnova il contratto.
Il 22 agosto firma un contratto con la squadra campione in carica degli Emirati Arabi Uniti, l'Al-Jazira. Nel campionato riesce ad andare a segno 3 volte, in 19 presenze. Una volta finito il contratto l'australiano lascia la squadra senza un ulteriore rinnovo.
Il 26 agosto 2012 viene poi acquistato dall'Al-Wasl club di Bruno Metsu firmando un contratto di un solo anno, ma nel gennaio del 2013 il giocatore rescinde il proprio contratto con la squadra di Dubai.
Il 16 febbraio firma un contratto fino a fine stagione col Sydney FC, squadra della sua città natale.

Il 19 agosto 2013 firma un contratto fino a fine stagione con l'Omiya Ardija.
Il 24 febbraio 2014 firma fino a fine stagione con il Watford, in Football League Championship. Il successivo 26 marzo viene ceduto in prestito per un mese al Doncaster Rovers; il prestito viene in seguito esteso fino a fine stagione.

### Nazionale
Ha esordito in Nazionale nel 1996. Con la maglia dell'Australia ha preso parte alle Olimpiadi 2000 (selezione olimpica australiana degli Olyroos). Il 16 novembre 2005 è stato nominato "Man of the match" della gara Australia-Uruguay, partita decisiva per la qualificazione al campionato del mondo 2006, vinta ai rigori.
Alla rassegna tedesca ha disputato tutti i quattro match dei Socceroos come difensore centrale. Nei minuti di recupero della sfida con l'Italia (ottavi di finale) si è visto fischiare contro un rigore per un fallo su Fabio Grosso, rigore decisivo poi trasformato da Totti.
Il 6 ottobre 2006 è diventato il 50º capitano della selezione australiana.

## Palmarès

### Club
- Coppa di Lega inglese: 1

Blackburn: 2001-2002
- Coppa del Presidente degli Emirati Arabi Uniti: 1

Al-Jazira: 2011-2012

### Nazionale
Coppa d'Oceania: 1 
2004